# Steventon (Oxfordshire)
Steventon is een civil parish in het bestuurlijke gebied Vale of White Horse, in het Engelse graafschap Oxfordshire met 1485 inwoners.